# Merlin Properties
Merlin Properties est une société d'investissement immobilier cotée (SIIC, en espagnol SOCIMI) espagnole fondée en 2014 par d'anciens dirigeants de la Deutsche Bank. Avec le soutien de fonds de placement internationaux comme BlackRock, Principal Financial, Marketfield et Invesco, elle achète plus de 1 000 agences à BBVA. Plus tard, elle acquiert la division patrimoniale de Sacyr Vallehermoso (Testa) et Metrovacesa. La société est cotée à l'Ibex 35 depuis 2015.